# Oostakker
Oostakker is een deelgemeente van Gent in de Belgische provincie Oost-Vlaanderen. Het was vanaf 1800 een zelfstandige gemeente tot aan de gemeentelijke herindeling van 1977. Oostakker ligt iets ten noordoosten van het Gentse stadscentrum, nabij het Gentse havengebied, op de rechteroever van het kanaal Gent-Terneuzen. De plaats is vooral bekend vanwege het negentiende-eeuwse bedevaartsoord Oostakker-Lourdes.

## Geschiedenis

### Naam
De oudste vermeldingen luiden Ostachere (eind 12e eeuw), Ostackre (1223) en Oostackere (1325) ontstaan uit oost en akker. Betekenis: windrichting (=oost) en gemeenschappelijke landbouwgrond van de vroegmiddeleeuwse dorpsgemeenschap (=akker). Ten oosten van het gehucht Ledergem (reeds in de 10e eeuw).

### Prehistorie, middeleeuwen en nieuwe tijd
Het huidige Oostakker was waarschijnlijk al bewoond in de prehistorie. Een van de eerste prehistorische nederzettingen was Achtene, afgeleid van de oude Belgische persoonsnaam Aktinios. De naam Achtene is nu nog steeds terug te vinden in de straatnaam Achtenkouterstraat, in het zuiden van Oostakker. De eerste middeleeuwse nederzetting was Sloten (een Germaanse naam). Die naam is nog terug te vinden in de straatnaam Slotendries, het  kasteel Slotendries en de nabijgelegen lagere school genaamd Edugo Slotendries. Slotenbilk, de naam van een straat niet ver van het kasteel, is er waarschijnlijk ook van afgeleid.
In de middeleeuwen behoorde Oostakker tot het bezit van de Sint-Baafsabdij. De plaatsnaam werd in de 11e eeuw voor het eerst vermeld, als de "oostelijke akkers" van de abdij. De wijken Meulestede en Sint-Amandsberg maakten ooit deel uit van de parochie Oostakker.
Op het grondgebied van de heerlijkheid Oostakker ontstonden in de middeleeuwen verscheidene abdijhoeven en nederzettingen. De meierij van Sloten bleef tot in de 12e eeuw het centrum van de heerlijkheid. Sloten gaat terug tot een oude Merovingische site. De huidige dorpskern ontwikkelde zich noordelijker als een driessite. Sinds de 14de eeuw stond daar een kapel, gewijd aan Sint-Laurentius. Het gebied van Oostakker behoorde aanvankelijk tot de parochie van de Heilige Kerst, binnen de Gentse stadspoorten. In 1578 werd de kapel een parochiekerk. In de 17e eeuw werd die verbouwd.
Tijdens de 18e eeuw was Oostakker nog grotendeels een landbouwparochie. Voornamelijk tarwe en rogge werd er geteeld, maar ook vlas. Naast landbouwers telde de plek ook een aanzienlijk aantal wevers.

### Na de Franse Revolutie
Tot 1792 maakte het gebied waartoe Oostakker behoort deel uit van het graafschap Vlaanderen in de Oostenrijkse Nederlanden. In dat jaar werd het Oostenrijks-Nederlandse leger door de Eerste Franse Republiek verslagen in de Slag bij Jemappes. Het gebied werd nog een tijd gecontesteerd, maar in het Verdrag van Campo-Formio legden de Habsburgers zich neer bij de Franse overheersing. Tot 1800 was de precieze bestuurlijke indeling van Oostakker wat verwarrend. Pas in 1800 werd het een effectieve zelfstandige gemeente, in het kanton Lochristi, in het arrondissement Gent, in het Scheldedepartement. De eerste burgemeester werd Pieter Frans Drubbel, die dit mandaat bleef behouden tot aan zijn dood in 1845, na de Nederlandse periode en na de Belgische Revolutie.
In 1872 werd Sint-Amandsberg, dat toen reeds meer inwoners telde dan Oostakker zelf, afgesplitst en een aparte gemeente met Alfons Braeckman als eerste burgemeester. De westelijke gemeentegrenzen werden in de 20ste eeuw meerdere malen opgeschoven, door de uitbreiding van de Gentse haven. Verdere burgemeesters waren Charles Blommaert (1896-1906), Remi Ackerman (1927-1931) en Jozef Ackerman (1971-1976).
In 1974 is Oostakker verbroederd met het Franse dorpje Molières-sur-Cèze. Rond diezelfde tijd is ook een officieuze verbroedering ontstaan met het Joegoslavische Okrugljača (huidig Kroatië) nadat een ballon uit een ballonnetjeswedstrijd daar was beland.

### Fusie met Gent
Van 1942 tot 1944 was Oostakker deel van de fusiegemeente Groot-Gent, op bevel van de Duitse bezetter. Op nieuwjaarsdag 1977 hield Oostakker als onafhankelijke gemeente finaal op te bestaan, het werd deel van Gent.
Tussen 2019 en 2022 werd het dorpsplein, naast de Sint-Amanduskerk, heraangelegd. In 2022 werd op het grondgebied van Oostakker het eerste zogeheten turboverkeerspunt van België geopend aan de R4.

### Lijst van burgemeesters van Oostakker
- Pieter Francies Drubbel (1800-1845)
- Domien Geers (1846-1849)
- Henri Buysse (1852-1864)
- Jozef Drubbel (1867-1869)
- Amand Geers (1870-1872)
- Charles De Rudder (1872-1886)
- François Van Impe (1886-1896)
- Charles Blommaert (1896-1906)
- Albert Van Loo (1907-1919)
- Jacob De Keukelaere (1921-1927)
- Remi Ackerman (1927-1932)
- Pierre De Vaere [Wikidata] (1933-1940)
- Roger De Wulf (1940-1971)
- Jozef Ackerman (1971-1976)

## Demografische ontwikkeling
- Bronnen:NIS, Opm:1831 tot en met 1970=volkstellingen; 1976 = inwoneraantal op 31 december
- 1880*: Afsplitsing van Sint-Amandsberg in 1872

## Cultuur

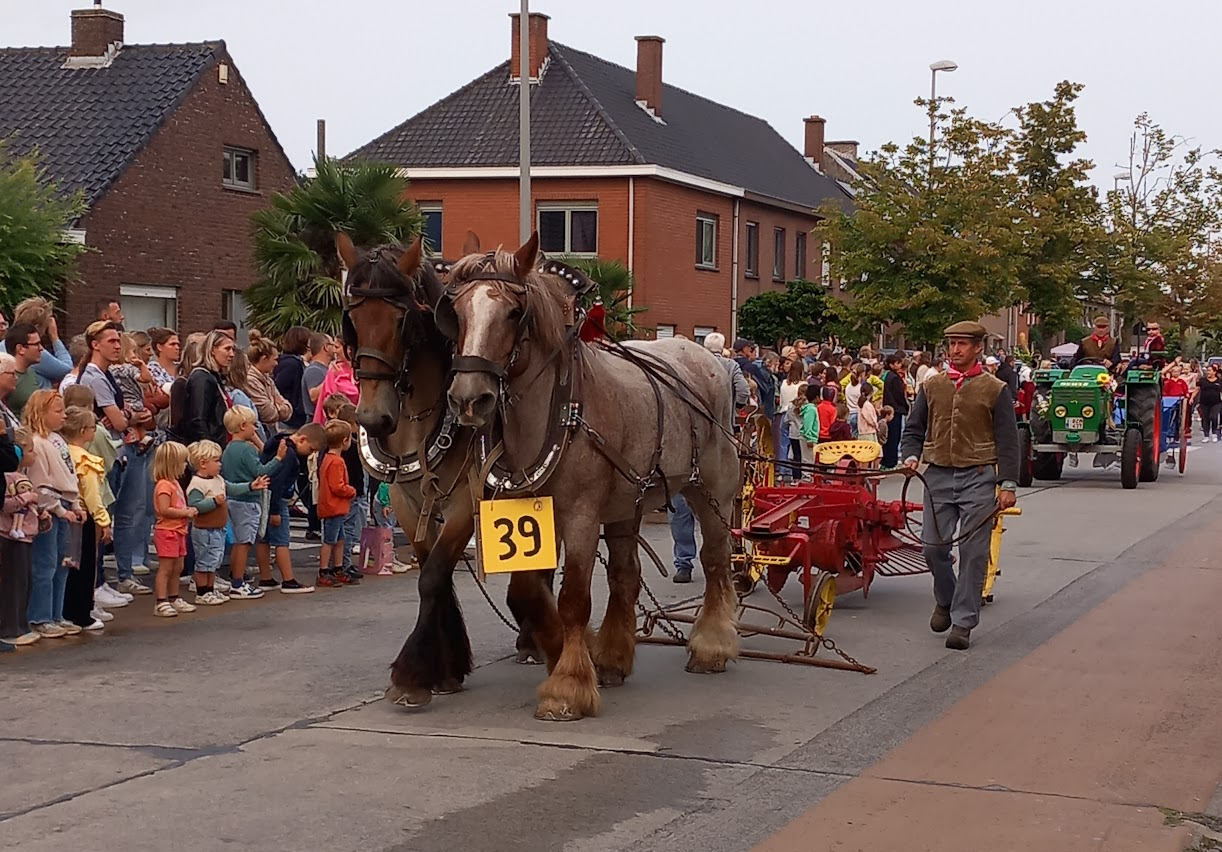
De Oogststoet in 2023

- In Oostakker wordt er elk jaar op de eerste dinsdag na de laatste zondag van augustus de Oogststoet gehouden, een parade met om en bij de 45 wagens, veelal traditioneel. In de stoet zijn er altijd oude tractors en ander landbouwmateriaal te bewonderen[10].
- Sinds 2009 wordt er begin augustus jaarlijks Bruudruusterrock georganiseerd, een klein festival op het dorpsplein. De naam is afgeleid van de uitspraak van een deelnemer aan het populaire spelprogramma Rad van Fortuin.[11]

## Bezienswaardigheden

### Bedevaartsoord en de basiliek van Oostakker-Lourdes
Het bedevaartsoord kwam er op initiatief van een adellijke vrouw: Markiezin de Courtebourne-de Nédonchel die toen op het naburige kasteel Slotendries woonde. In 1873 bouwde zij in haar tuin een grot ter ere van Onze-Lieve-Vrouw van Lourdes. Na de inzegening van het beeld aan de grot in 1873 vroegen omwonenden en bewoners van het Gentse om er te mogen komen bidden. Een jaar later zou Pieter De Rudder aan de grot op miraculeuze wijze genezen zijn van een open beenbreuk. Door deze genezing ontstond er een grote toeloop van gelovigen. Om de bedevaarders te ontvangen bouwde men een kerk in neogotische stijl van de hand van architect Emile Van Hoecke-Peeters en Jean-Baptiste Bethune, nu de basiliek van Oostakker-Lourdes. Ze werd in 1877 ingezegend en in 1924 verheven tot basiliek. De basiliek is gewijd aan Onze-Lieve-Vrouw Onbevlekte Ontvangenis, de naam waarmee Maria zich bekendmaakte aan Bernadette op 25 maart 1858. Door toedoen van onder andere markiezin de Courtebourne, werd Oostakker-Lourdes ook de bakermat van een onderwijscampus.

### Executieoord Rieme-Oostakker
In het Executieoord Rieme-Oostakker werden tussen 19 januari 1943 en 24 augustus 1944 66 verzetsstrijders door de Duitse bezetter geëxecuteerd. Origineel lag er hier een Belgisch munitiedepot, dat door de Duitsers werd opgeëist in 1942. Een jaar later begonnen de bezetters hier ook verzetsstrijders te executeren. In oktober 1944 kwam het gebied in handen van het Britse leger, die het in januari 1945 teruggaven aan het Belgisch leger. De gefusilleerden, die ter plekke werden begraven door de Duitsers, werden opgegraven, geïdentificeerd, en in hun thuisgemeenten begraven.

### Sint-Amanduskerk
De Sint-Amanduskerk is een kerk op het dorpsplein. Gebouwd rond 1350, in de 16e eeuw werd dit de parochiekerk van Oostakker. Vermoedelijk werd hij tijdens de godsdienstmoeilijkheden in die tijd deels vernield. Tussen 1600 en 1850 werden er veel verbeterwerken uitgevoerd aan de kerk. Tijdens de Tweede Wereldoorlog werd deze kerk deels vernield, en moest hij hersteld worden. Hij is vernoemd naar de heilige Amandus van Gent, een zevende-eeuwse missionaris uit Nantes.

### Standbeeld van Mieke Vlaai
Het standbeeld van Mieke Vlaai herdenkt de oude traditie van huisvrouwen die vlaaien thuis maakten, en ze naar de bakker brachten om ze daar te laten bakken.

### Overige
Oostakker heeft ook een bekende kiosk op het dorpsplein. Het smeedwerk ervan is werk van de smid Joannes De Vreese (Oostakker, 1808 - Oostakker, 1902). Ook de hoeve 't Maegher Goet en Kasteel Achtendries zijn noemenswaardige bouwwerken in Oostakker.

## Natuur en landschap
Oostakker ligt in Zandig Vlaanderen op een hoogte van 7 tot 8 meter. Het ligt nabij de Haven van Gent aan het Kanaal Gent-Terneuzen en is sterk verstedelijkt, naar het zuiden toe is de plaats vastgegroeid aan de Gentse agglomeratie, en wel Sint-Amandsberg.
Er zijn anno 2023 plannen om nieuwe stukken bos aan te leggen zoals Wonderwoud dat op de grens ligt van Lochristi. Bij Slotendries wordt er 15 ha bos aan gelegd waarna 9 ha om te wandelen. In het noorden van Oostakker gaat men een nieuw natuurgebied aanleggen.

## Sport

### Voetbal
In Oostakker hebben een aantal ploegen gespeeld, en terreinen gehad. Van 1937 tot 2002 bestond KFC Oostakker, wat daarna is opgegaan in Racing Gent-Zeehaven, het huidige Racing Gent. Het stamnummer en de kleuren van KFC Oostakker (rood-wit) verdwenen. Enkele jaren later zijn alle ploegen van Racing Gent in Oostakker beginnen spelen. In 1980 is uit een fusie van SK Oostakker en SV Oostakker SKV Oostakker ontstaan. Sinds 2017 heeft de A-kern van Belgische eersteklasser KAA Gent een oefencomplex in Oostakker.

## Verkeer
Een gratis veerdienst verzekert de overvaart over het kanaal Gent-Terneuzen tussen Langerbrugge en Oostakker. Het veer is toegankelijk voor voetgangers, fietsers en voertuigen met een totaal gewicht van 20 ton en een maximale lengte van 20 m. Het is alle dagen in bedrijf van 4u30 tot 23u20.

## Galerij

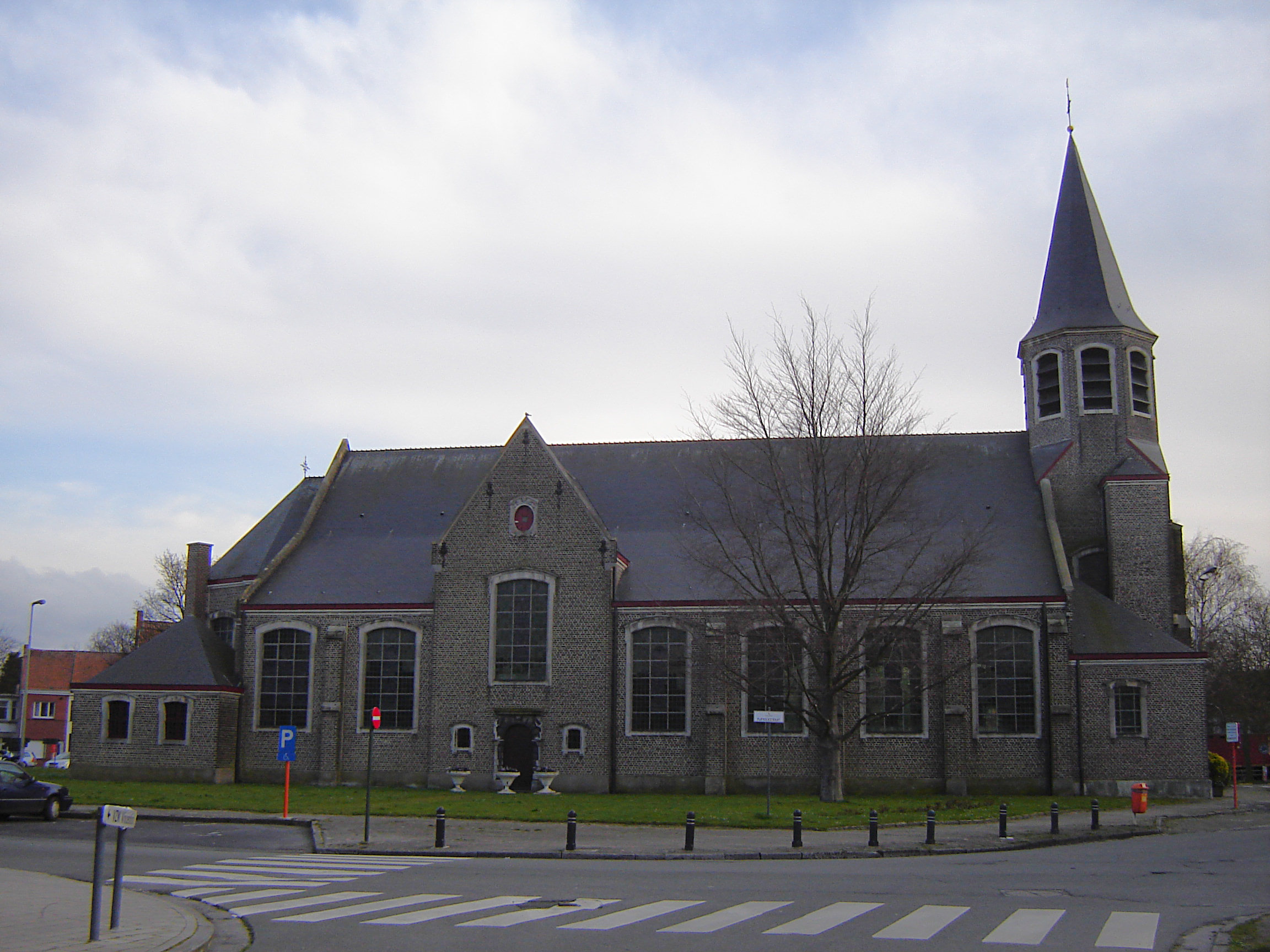
Sint-Amanduskerk in het centrum
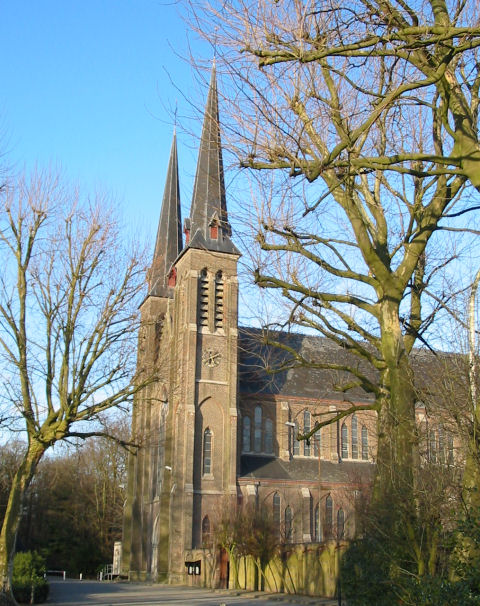
De Basiliek van Oostakker-Lourdes
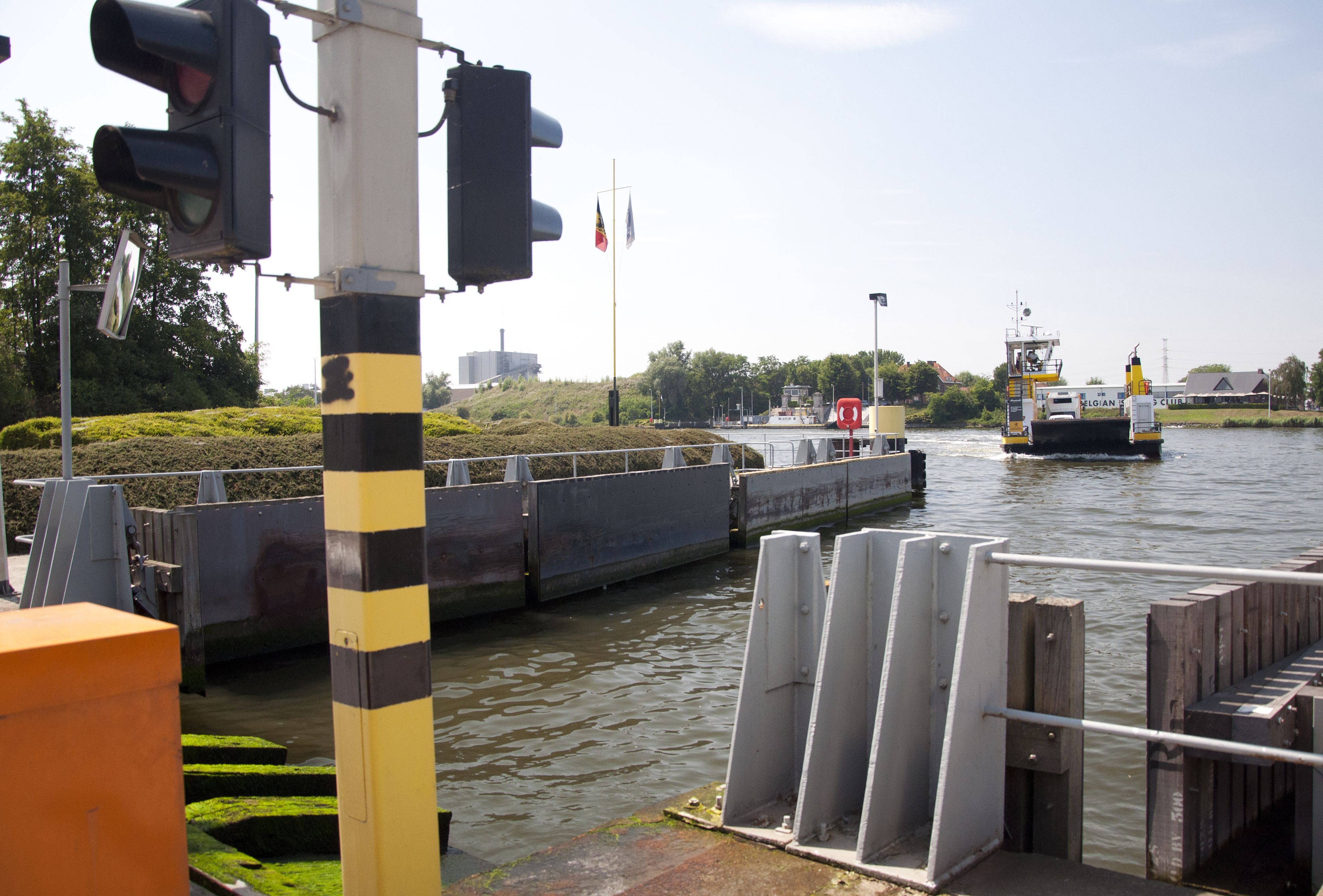
Het veer vanaf Oostakker

## Bekende inwoners
- Joseph Paelinck (1781 - 1839), schilder
- Honoré Drubbel (1855 - 1924), Belgisch militair en commandant tijdens de Eerste Wereldoorlog
- Maurice Maeterlinck (1862-1949), schrijver
- Reimond Tollenaere (1909 - 1942), nationaalsocialist
- Maurits Gysseling (1919-1997), taal- en naamkundige
- Johan Stollz (1930 - 2018), muzikant
- Johan Soenen (1935 - 2014), hoogleraar en auteur
- Stefaan Van Laere (1963), schrijver
- Elimane Coulibaly (1980), profvoetballer

## Trivia
- De plaats wordt ook vermeld in de titel van een dichtbundel van Hugo Claus, De Oostakkerse gedichten (1955).
- In het lied Mijn Vlaanderland van Willem Vermandere worden Oostakker en zijn bedevaartsoord vermeld.
- Oostakker wordt vermeld in de Urbanusstrips: in nummer 96, De Zwarte Maagd, op pagina 8, verklaart Maria dat ze op de 24e moet verschijnen in Oostakker.

## Nabijgelegen kernen
Sint-Amandsberg, Langerbrugge (veer), Hijfte, Desteldonk